# Lucio Accio
Lucio Accio o Lucio Acio (en latín, Lucius Accius; Pésaro, 170-ca. 86 a. C.) fue un poeta trágico latino.

## Biografía
Hijo de liberto, se estableció en Roma. Fue amigo de Décimo Junio Bruto Galaico, cónsul en 138 a. C. que alcanzó una victoria sobre los lusitanos. También fue amigo y sucesor del poeta trágico Pacuvio. Hacia el 135 visitó Pérgamo para conocer mejor la cultura griega de aquel periodo y, vuelto a Roma, logró fama ya de joven como poeta dramático, y pronto se convirtió en el autor trágico preferido por los romanos. Plinio el Viejo refiere que se hizo erigir una estatua enorme en el collegium poetarum, aunque él mismo era muy pequeño, pero es cierto que era muy popular y muy admirado: Horacio alude a su profundidad, Cicerón menciona su encanto y según Veleyo Patérculo sus obras podían compararse sin demérito con las de los griegos. Se inspiró principalmente en Eurípides, y algunas de sus piezas trataron asuntos romanos.
De su vasta producción sólo nos quedan fragmentos. Conservamos de él, además de casi 45 títulos, 600 versos de sus tragedias y fragmentos de Los Eneidos, Decio (sobre la heroica muerte de Decio Mis en la Batalla de Santinum en 295 a. C) y de Bruto (acerca de la expulsión de Tarquinio el Soberbio). No faltaba en estas últimas obras la intención política. Quizá en Bruto era atacado Escipión y esto fue el motivo por el cual el poeta satírico Lucilio, miembro del círculo de los Escipiones, mostró hostilidad contra Accio, porque además Lucilio era un amigo íntimo de Escipión y de Lelio.
En las Didascalias (nueve o más libros), Lucio Accio reúne su producción erudita, de historiador de la literatura (especialmente teatral) y de crítico. También era de tema teatral Las Pragmáticas, obra de la que se conservan dos versos. Escribió Anales (en hexámetros), Parerga (de contenido desconocido), Praxidica (sobre agricultura) y poesías amorosas.
Fue el último gran autor dramático romano. Sus obras continuaban aún representándose y suscitaban gran entusiasmo en los romanos en la época imperial.
En 57 a. C., durante la representación del Eurisace (alusión al destierro de Telamón), el público improvisó una demostración en favor de Cicerón, entonces en el exilio. En 44 a. C., fue prohibida por las autoridades la representación del Bruto de Lucio Accio.
Pese a que su estilo es irreprochable, suele ser admirado por las severas críticas de la época final de la República. Cicerón conoce su obra y cita a menudo versos suyos. Virgilio lo imita en ocasiones.

## Miscelánea
- Pecaba de vanidoso.
- Estilo: enérgico, vigoroso y grave, sentimientos elevados, variedad de personajes.
- Elevó la tragedia a su apogeo.
- Trató asuntos entresacados de leyendas, a imitación de los griegos, aprovechándose de Esquilo, Sófocles y Eurípides.
- Sus obras se siguieron representando durante mucho tiempo porque quizá su estilo apelaba a los discursos de la retórica, que causaban gran efecto en el público (creían que estaban viendo en episodios y personajes griegos una alusión a los hechos contemporáneos políticos).
- Obras sobre cuestiones gramaticales, historia, literatura, antigüedades (Pragmática, Parerga, Sotadica, Annales, en métrica) e historia de la poesía griega y romana (Didascalia, en prosa y verso).[5]